# Mario Huys

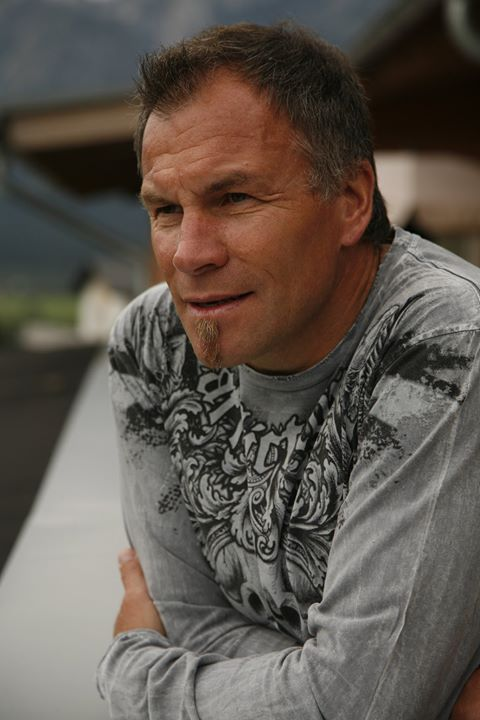
Mario Huys

Mario Huys (Brugge, 9 februari 1959) is een voormalig Belgisch roeier en triatleet. Hij heeft een master behaald in de sportwetenschappen, is de hoofdtrainer en manager van "Mario Huys Coaching", de gewezen coach van het "Oakley Transition Ironman Team" en stichtend lid van het "Triangel Institut", de Ironman Nice en de Ironman 70.3 Monaco.

## Carrière
- Voormalig wereldrecordhouder op de dubbele Ironman met 19 uur en 54 minuten[2] (twee opeenvolgende Ironmans, beide in minder dan tien uur)
- Coachte Luc Van Lierde en Yvonne van Vlerken bij het vestigen van hun respectievelijke wereldrecords
- Liep 18 Ironmans en 24 triathlons over een identieke afstand, en zodoende in totaal 42 volledige Ironmans
- Won 11 lange-afstandswedstrijden
- Vice-Europees kampioen in Keulen (1985) in een triatlon over dezelfde afstand als een Ironman
- Persoonlijk record in een Ironman: 8 uur en 19 minuten
- Hoogste klassement op een Ironman-wereldkampioenschap: 11e plaats
- Persoonlijk record op de Ironman Hawaii: 8 uur en 48 minuten
- Persoonlijk record op de marathon: 2 uur en 28 minuten
- Lid van het Belgisch Olympisch roeiteam
- Professioneel triatleet gedurende 14 jaar
- Semi-professioneel wielrenner voor twee jaar by AD Renting, het team van Greg LeMond
- Ski-instructeur, berggids, gids bij het raften, canyoninggids en paraglider